# Clarkeia sabulalis
Clarkeia sabulalis är en fjärilsart som beskrevs av Hans Georg Amsel 1956. Clarkeia sabulalis ingår i släktet Clarkeia och familjen Crambidae. Inga underarter finns listade i Catalogue of Life.